# Bruce Dinsmore
Bruce Dinsmore (* 22. November 1965 in Vancouver, British Columbia) ist ein kanadischer Schauspieler und Synchronsprecher.

## Leben
Dinsmore wurde am 22. November 1965 in Vancouver geboren. Er machte seinen Abschluss an der National Theatre School of Canada. Neben Englisch spricht er fließend Französisch. Bereits im Kindesalter übernahm er erste Synchronisationsarbeiten, so in etwa 1976 in der Zeichentrickserie Die Abenteuer des Huckleberry Finn. 1993 und 1994 startete er seine Karriere als Filmschauspieler, als er in einer Reihe von Filmproduktionen als Nebendarsteller auftrat. In Kanada wurde er einem breiten Publikum durch seine Tätigkeit als Synchronsprecher in der Zeichentrickserie Erdferkel Arthur und seine Freunde und darauf basierenden Verfilmungen bekannt. Weitere Serien, in denen er als Synchronsprecher in den originalen Fassungen zu hören war, sind unter anderen die auch in Deutschland veröffentlichten Zeichentrickserien Weihnachtsmann & Co. KG, Landmaus und Stadtmaus auf Reisen, Mona der Vampir oder auch Typisch Andy!.
2000 übernahm Dinsmore in der Filmbiografie The Audrey Hepburn Story die historisch anspruchsvolle Rolle des Blake Edwards. 2007 war er im Fernsehzweiteiler Killer Wave – Die Todeswelle in der Rolle des Jackson Wilcord zu sehen. Im Folgejahr wirkte er als Peter Whitefield im Horrorfernsehfilm Infiziert – Sie sind längst unter uns mit.

## Filmografie (Auswahl)
- 1993: The Myth of the Male Orgasm
- 1993: Vendetta II: The New Mafia (Fernsehfilm)
- 1994: Mrs. Parker und ihr lasterhafter Kreis (Mrs. Parker and the Vicious Circle)
- 1994: Highlander (Fernsehserie, Episode 3x10)
- 1994: Wiege des Terrors (Relative Fear)
- 1994: Les héritiers Duval (Miniserie, 2 Episoden)
- 1995–1996: Chambres en ville (Fernsehserie, 14 Episoden)
- 1996: Never Too Late
- 1997: Mörderischer Verdacht (Suspicious Minds)
- 1997: Ein Fremder in meinem Haus (Stranger in the House)
- 1997: Shadow of the Bear (Fernsehfilm)
- 1997: Laserhawk
- 1997: Boxer Kid (The Kid)
- 1998: The Sleep Room
- 1998: Freundinnen über den Tod hinaus (Twist of Fate)
- 1999: P.T. Barnum (Fernsehfilm)
- 1999: Auf kalter Spur (Cold Squad, Fernsehserie, 2 Episoden)
- 1999: Perpetrators of the Crime
- 2000: Waking the Dead
- 2000: Begierde – The Hunger (The Hunger, Fernsehserie, Episode 2x16)
- 2000: Press Run
- 2000: The Audrey Hepburn Story (Fernsehfilm)
- 2000: Live Through This (Fernsehserie)
- 2000: Understanding the Law: The Worm (Kurzfilm)
- 2000: Live Through This (Fernsehfilm)
- 2001: Largo Winch – Gefährliches Erbe (Largo Winch, Fernsehserie, 2 Episoden)
- 2001: After Amy (Fernsehfilm)
- 2001: Vampire High (Fernsehserie, Episode 1x10)
- 2002: Redeemer (Fernsehfilm)
- 2002: Sacred Ground (Fernsehserie, Episode 1x10)
- 2002: Dog Detectives – Helden auf vier Pfoten (Scent of Danger, Fernsehfilm)
- 2003: Nightwaves (Fernsehfilm)
- 2003–2004: Mental Block (Fernsehserie, 6 Episoden)
- 2004: I Do (But I Don't) (Fernsehfilm)
- 2005: Tripping the Wire: A Stephen Tree Mystery (Fernsehfilm)
- 2006: Maid of Honor (Fernsehfilm)
- 2006: Last Exit (Fernsehfilm)
- 2006: Monday Night (Kurzfilm)
- 2007: Les invincibles (Fernsehserie, Episode 2x07)
- 2007: Killer Wave – Die Todeswelle (Killer Wave, Fernsehfilm)
- 2008: Infiziert – Sie sind längst unter uns (Infected, Fernsehfilm)
- 2009: Final Verdict (Fernsehfilm)
- 2009: 40 Is the New 20
- 2009: Cartoon Gene (Fernsehserie)
- 2010: The Kate Logan Affair (Fernsehfilm)
- 2011: Internet-Mobbing (Cyberbully, Fernsehfilm)
- 2012: Pas de Trois (Kurzfilm)
- 2013: Exploding Sun – Wenn die Sonne explodiert (Exploding Sun, Fernsehzweiteiler)
- 2013: Happy Slapping
- 2013: Gabrielle – (K)eine ganz normale Liebe (Gabrielle)
- 2014: Brick Mansions
- 2014–2017: 19-2 (Fernsehserie, 3 Episoden, verschiedene Rollen)
- 2015–2016: Toi & Moi (Fernsehserie, 5 Episoden)
- 2016: The Art of More – Tödliche Gier (The Art of More, Fernsehserie, Episode 2x04)
- 2017: Ruptures (Fernsehserie, Episode 2x02)
- 2017: Love or Lust
- 2017: Radius – Tödliche Nähe (Radius)
- 2017: On verra ça en post-prod! (Miniserie, 2 Episoden)
- 2017: Alias Grace (Miniserie, Episode 1x04)
- 2018: Mary Kills People (Fernsehserie, Episode 2x02)
- 2018: Real Detective – Fälle, die man nie vergisst (The Detectives, Fernsehdokuserie, Episode 1x02)
- 2018: Broken Trust (Fernsehserie, Episode 1x07)
- 2018: The Hummingbird Project: Operation Kolibri
- 2019: Good Sam
- 2019: Swept Up by Christmas (Fernsehfilm)
- 2020: The Lead – Blinder Ehrgeiz (The Lead, Fernsehfilm)
- 2020: La Maison-Bleue (Fernsehserie, 7 Episoden)
- 2020: French Exit
- 2021: Fatherhood
- 2022: Transplant (Fernsehserie, Episode 2x07)

## Synchronisationen (Auswahl)
- 1976: Die Abenteuer des Huckleberry Finn (Hakkuruberii no bôken, Zeichentrickserie)
- 1984: Huckleberry no Bouken (Zeichentrickserie)
- 1992: Die Buschbabies – Im Land der wilden Tiere (Daisōgen no chiisana tenshi Busshu Beibī/大草原の小さな天使 ブッシュベイビー, Zeichentrickserie, Episode 1x09)
- 1993: Les histoires du Père Castor (Zeichentrickserie)
- 1995–1996: Wimzie's House (Fernsehserie, 8 Episoden)
- 1995–1999: The Little Lulu Show (Zeichentrickserie, 3 Episoden)
- 1996: Der blaue Pfeil (La freccia azzurra, Zeichentrickfilm)
- seit 1996: Erdferkel Arthur und seine Freunde (Arthur, Zeichentrickserie)
- 1996: Jagged Alliance: Deadly Games (Computerspiel)
- 1997: Weihnachtsmann & Co. KG (Le monde secret du Père-Noël, Zeichentrickserie, 26 Episoden)
- 1997–1998: Landmaus und Stadtmaus auf Reisen (The Country Mouse and the City Mouse Adventures, Zeichentrickserie, 4 Episoden)
- 1998: The Adventures of Papyrus (Zeichentrickserie, 11 Episoden)
- 1999: Tommy & Oscar (Zeichentrickserie, 26 Episoden)
- 1999: Patrouille 03 (Zeichentrickserie, Episode 1x06)
- 1999: Wimzie's House: Play Along with Wimzie (Computerspiel)
- 1999: MambelBambel (Zeichentrickserie, 51 Episoden)
- 1999: Jagged Alliance 2 (Computerspiel)
- 2000: Arthur’s Perfect Christmas (Zeichentrickfernsehfilm)
- 2001: Allo la Terre, ici les Martin (Zeichentrickserie, Episode 1x01)
- 2001: Understanding the Law: The Coat (Zeichentrickfilm)
- 2001: Wizardry 8 (Computerspiel)
- 2001–2002: Sagwa, the Chinese Siamese Cat (Zeichentrickserie, 2 Episoden)
- 2001–2005: X-DuckX – Extrem abgefahren (X-DuckX, Zeichentrickserie, 19 Episoden)
- 2002: Mona der Vampir (Mona le Vampire / Mona the Vampire, Zeichentrickserie, Episode 3x07)
- 2002: Arthur: It's Only Rock 'n' Roll (Zeichentrickfilm)
- 2003: S2: Silent Storm (Computerspiel)
- 2003–2007: Typisch Andy! (What’s with Andy?, Zeichentrickserie, 52 Episoden)
- 2004: Rainbow Six 3: Black Arrow (Computerspiel)
- 2004: Arthur's Halloween (Zeichentrickfilm)
- 2004–2012: Postkarten von Buster (Postcards from Buster, Zeichentrickserie, 3 Episoden)
- 2005: Tom Clancy’s Splinter Cell: Chaos Theory (Computerspiel)
- 2005: Spookley the Square Pumpkin (Animationsfilm)
- 2006: Têtes à claques (Animationsfilm)
- 2006: Arthur's Missing Pal (Animationsfilm)
- 2006: Vorsicht Goldfisch! (My Goldfish is Evil!, Zeichentrickserie, Episode 1x05)
- 2006: Arthur und die Minimoys (Computerspiel)
- 2007: Beowulf: The Game (Computerspiel)
- 2007: Tripping the Rift (Animationsserie, 13 Episoden)
- 2008: Tripping the Rift: The Movie (Animationsfilm)
- 2008: Suikoden Tierkreis (Computerspiel)
- 2009: Der gestiefelte Kater – Die wahre Geschichte (La véritable histoire du Chat Botté, Animationsfilm)
- 2009–2013: Gawayn (Zeichentrickserie, 56 Episoden)
- 2010: Who Wants to Be a Millionaire (Computerspiel)
- 2011: Deus Ex: Human Revolution (Computerspiel)
- 2012: Assassin’s Creed III: Liberation (Computerspiel)
- 2012: Assassin’s Creed III (Computerspiel)
- 2012: Gummibär: The Yummy Gummy Search for Santa (Animationsfilm)
- 2013: Impire (Computerspiel)
- 2013: Assassin’s Creed III: The Tyranny of King Washington (Computerspiel)
- 2013: Assassin’s Creed IV: Black Flag (Computerspiel)
- 2013: Contrast (Computerspiel)
- 2013: Deus Ex: Human Revolution – Director’s Cut (Computerspiel)
- 2014: Assassin’s Creed Unity (Computerspiel)
- 2014: Far Cry 4 (Computerspiel)
- 2015: H2O – Abenteuer Meerjungfrau (H2O – Mermaid Adventures, Zeichentrickserie, Episode 1x01)
- 2015: Assassin’s Creed Syndicate (Computerspiel)
- 2015: Tom Clancy’s Rainbow Six Siege (Computerspiel)
- 2017: Arthur and the Haunted Tree House (Zeichentrickfernsehfilm)
- 2018: L'Agent Jean: comment sauver le monde en 90 secondes (Zeichentrickserie, 10 Episoden)
- 2018: La grande noirceur
- 2019: The Outer Worlds (Computerspiel)
- 2019: Spookley and the Christmas Kittens (Animationsfilm)
- 2021: Marvel’s Guardians of the Galaxy (Computerspiel)